# Halalaimus pachyderma
Halalaimus pachyderma är en rundmaskart som först beskrevs av Nikolai Nikolaievich Filipjev 1927.  Halalaimus pachyderma ingår i släktet Halalaimus och familjen Oxystominidae. Inga underarter finns listade i Catalogue of Life.